# Вокзальная площадь (Южное Бутово)
Вокзальная площадь — площадь в Москве в районе Южное Бутово.

## Краткий синопсис

### Происхождение названия
Вокзальная площадь названа в 1985 году по своему расположению у вокзала станции Бутово.

### Расположение и транспортное обслуживание
Вокзальная площадь примыкает к зданию вокзала станции Бутово. Вокзальная площадь обслуживается общественным городским транспортом, тут проходят автобусные маршруты № 18, 94, 108, 249, 737, 835, с53 (МГТ) и 379 (МТА). Вокзальная площадь малопримечательна и не указана во многих картах Москвы.

## Здания и сооружения
На Вокзальной площади расположены 2 здания.

### По чётной стороне
- № 2с2 — Магазин «Юрга», «БутовоПК».

## Достопримечательности
- На Вокзальной площади установлена памятная стела в честь В.И. Ленина.